# マーゲロイ島

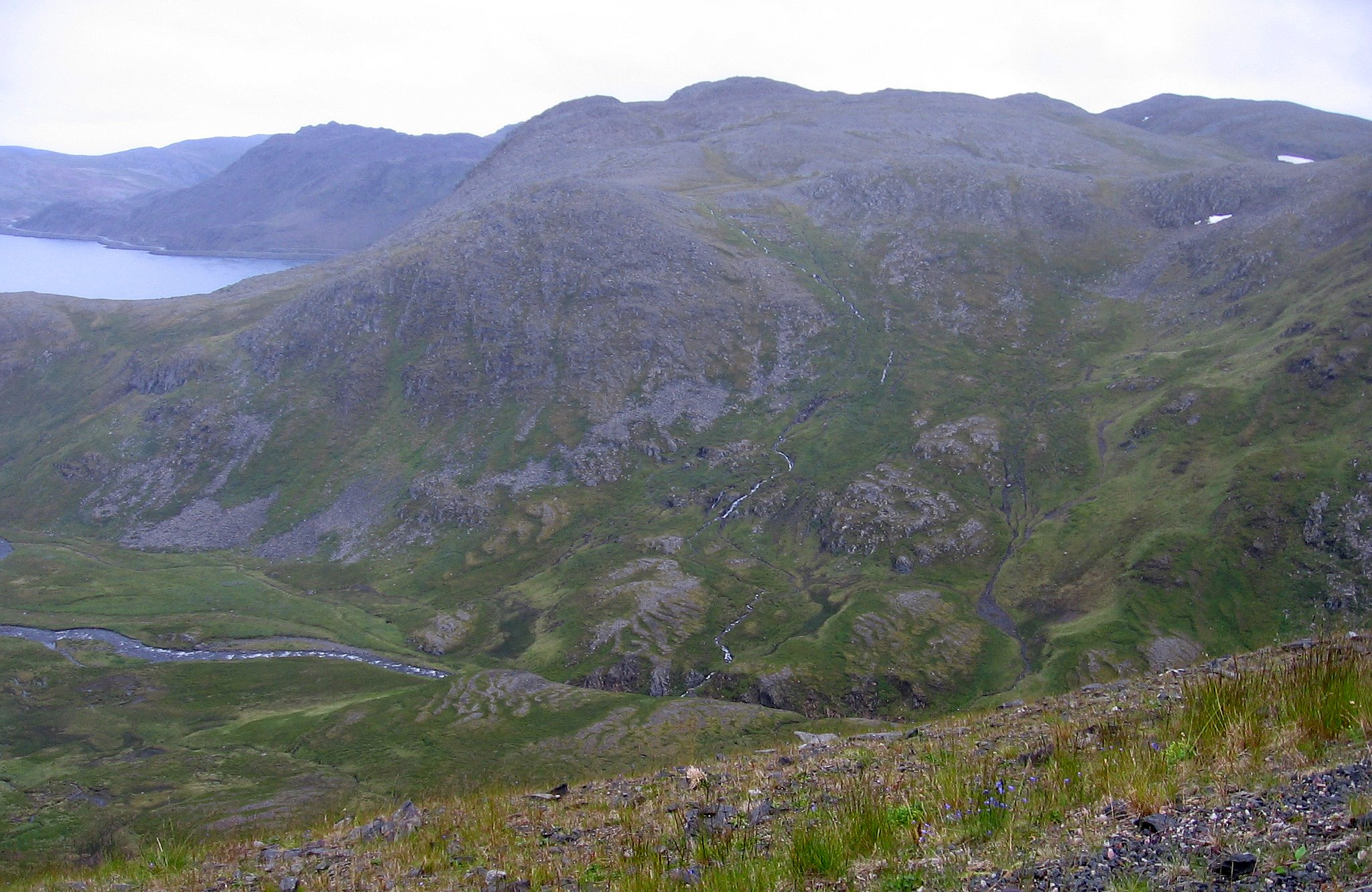
ヨーロッパ国際道路ネットワークE-69より臨むマーゲロイ島

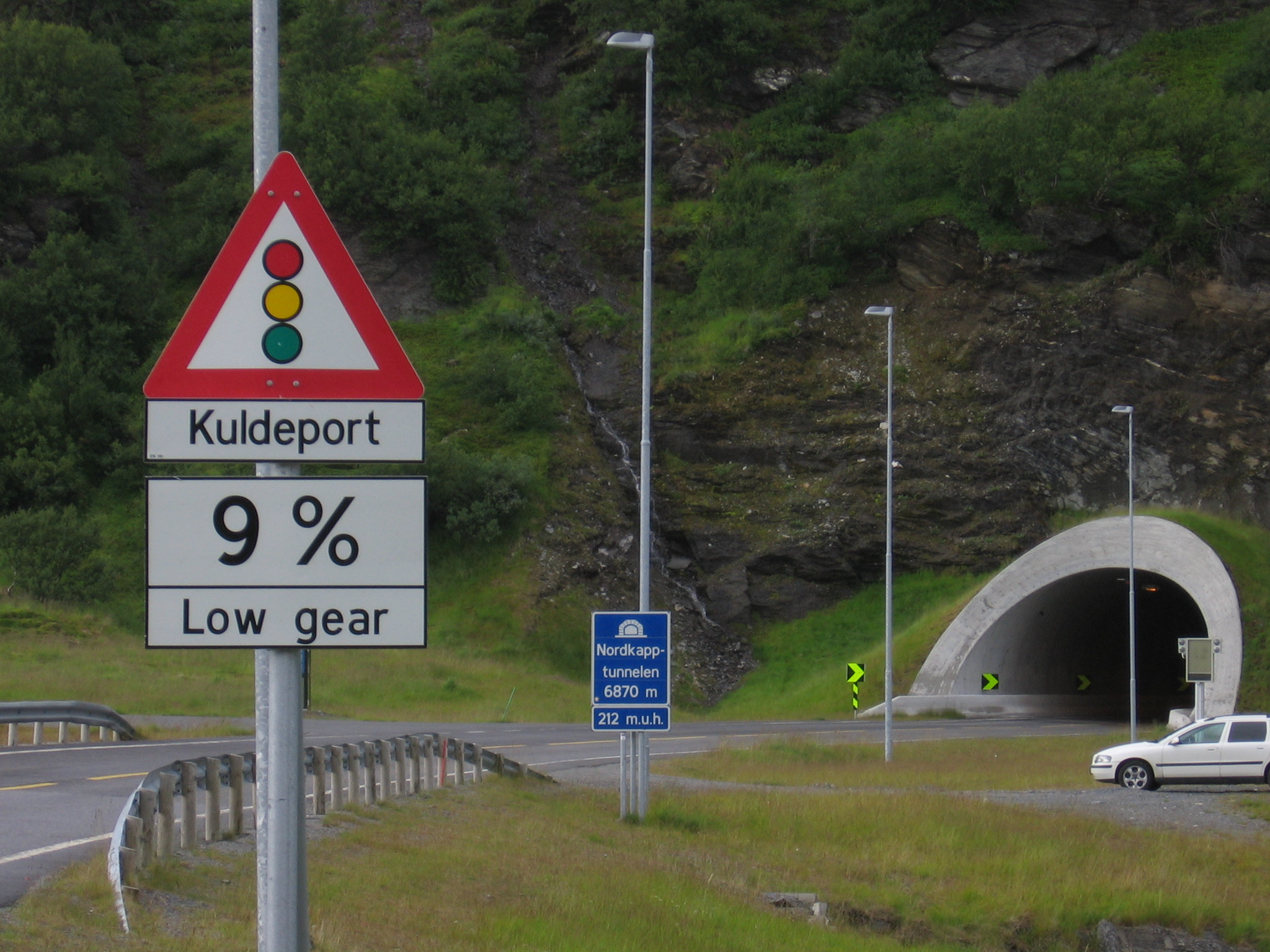
マーゲロイ島へ続くノールカップトンネルの、コーフョルド側入り口

マーゲロイ島（Magerøya）は、ノルウェーの島。ヨーロッパ最北端とされるクニフシェロッデン及び、ノールカップは、この島の岬である。
面積440km2、標高417mのこの島は、樹木のほとんど無いツンドラ、様々な崖の見られるフィヨルド、内陸部の美しい山地により観光客を引きつけている。
1993年から1999年にかけて建設された全長6.87kmの海底トンネルであるノールカップトンネル（Nordkapptunnelen）は、最深部で海面下212mに達し、道路トンネルとして海底部が世界最長の海底トンネルであるが、しばしば霧や氷が発生する。このトンネルにより、島南部のホニングスヴォーグと大陸のコーフョルドがつながっている。
暖流である北大西洋海流により、島周辺の海域は凍結することが無く、ホニングスヴォーグを起点とするフェリーの利用も通年可能である。